# Rhodospirillum
Rhodospirillum è un genere di batteri appartenente alla famiglia Rhodospirillaceae.